# Emina Arapović
Emina Arapović (Split, 1. veljače 1984.) je hrvatska pjevačica.

## Životopis
Rođena je 1. veljače 1984. godine u Splitu. Odrasla je u Kaštel Starom, a završila je Srednju pomorsku školu u Splitu. Pjevanjem se bavi od malih nogu. Prvo je počela pjevati u školskom, a kasnije i u crkvenom zboru gdje je bila solistica. S 14 godina je počela pjevati u sastavu te nastupati s istim po Dalmaciji (moto susreti i klubovi). S 15 godina je počela pohađati privatne satove pjevanja kod operne pjevačice, Sanje Erceg - Vrekalo i iste je pohađala dvije godine.
U ljeto 2003. godine prijavila se na audiciju za Story Super Nova Music Talents Show, prošla eliminacijska natjecanja te sudjelovala u televizijskim nastupima uživo. Sam šou je trajao 4 mjeseca i kroz taj period je nastupala uživo jednom tjedno. Nakon završetka Story Super Nova Music Talents Showa, išla je na turneju po Hrvatskoj (Zagreb, Osijek, Zadar, Split i druga mjesta) zajedno s ostalim finalistima na kojoj su nastupali u velikim dvoranama pred mnogobrojnom publikom.
U lipnju 2004. godine potpisala je ugovor s izdavačkom kućom Croatia Records. Te iste godine, u srpnju, sudjelovala je na Splitskom festivalu te osvojila prvu nagradu glasovanjem stručnog žirija.
2005. godine, u trećem mjesecu, natjecala se na Dori i došla do finalne večeri. Tri mjeseca kasnije izlazi njezin prvi album - Učini sve - u izdanju Croatia Recordsa.
Zbog poslova vezanih uz glazbenu karijeru preselila se u Zagreb. 

## Diskografija
- Učini sve (2005.)
- Cura od akcije (2011.)

## Nagrade
- 2004. 1. nagrada žirija, Splitski Festival

## Vanjske poveznice
- Službena web stranica Emine Arapović  Arhivirana inačica izvorne stranice od 12. travnja 2010. (Wayback Machine)